# Championnat de Finlande de football 1966
Navigation
Saison précédente Saison suivante
La saison 1966 du Championnat de Finlande de football était la 37e édition de la première division finlandaise à poule unique, la Mestaruussarja. Les douze meilleurs clubs du pays jouent les uns contre les autres à deux reprises durant la saison, à domicile et à l'extérieur. À la fin de la compétition, les 3 derniers du classement sont relégués et remplacés par les 3 meilleurs clubs d'Ykkonen, la deuxième division finlandaise.
C'est le KuPS Kuopio qui remporte le 3e titre de champion de son histoire cette saison en terminant en tête du classement final, avec 2 points d'avance sur le HJK Helsinki - vainqueur de la Coupe de Finlande - et 5 sur le tenant du titre, le Haka Valkeakoski.

## Les 12 clubs participants
| - VPS Vaasa - OTP Oulu - Promu de Ykkonen - GBK Kokkola - HIFK - MP Mikkeli - Promu de Ykkonen - KTP Kotka | - HJK Helsinki - IKissat Tampere - Haka Valkeakoski - TPS Turku - Promu de Ykkonen - KuPS Kuopio - Reipas Lahti |

## Compétition

### Classement
Le barème de points servant à établir le classement se décompose ainsi :
- Victoire : 2 points
- Match nul : 1 point
- Défaite : 0 point

| Rang | Équipe             | Pts | J  | G  | N | P  | Bp | Bc | Diff |
| ---- | ------------------ | --- | -- | -- | - | -- | -- | -- | ---- |
| 1    | KuPS Kuopio        | 29  | 22 | 12 | 5 | 5  | 41 | 23 | +18  |
| 2    | HJK Helsinki C     | 27  | 22 | 10 | 7 | 5  | 46 | 30 | +16  |
| 3    | Haka Valkeakoski T | 24  | 22 | 10 | 4 | 8  | 40 | 29 | +11  |
| 4    | MP Mikkeli P       | 24  | 22 | 9  | 6 | 7  | 36 | 33 | +3   |
| 5    | Reipas Lahti       | 22  | 22 | 8  | 6 | 8  | 34 | 37 | -3   |
| 6    | KTP Kotka          | 22  | 22 | 11 | 0 | 11 | 46 | 52 | -6   |
| 7    | TPS Turku P        | 21  | 22 | 6  | 9 | 7  | 38 | 40 | -2   |
| 8    | IKissat Tampere    | 21  | 22 | 8  | 5 | 9  | 27 | 29 | -2   |
| 9    | VPS Vaasa          | 20  | 22 | 9  | 2 | 11 | 28 | 40 | -12  |
| 10   | HIFK               | 19  | 22 | 6  | 7 | 9  | 30 | 33 | -3   |
| 11   | GBK Kokkola        | 18  | 22 | 8  | 2 | 12 | 26 | 36 | -10  |
| 12   | OTP Oulu P         | 17  | 22 | 7  | 3 | 12 | 31 | 41 | -10  |

|  | Qualification pour la Coupe d'Europe des clubs champions 1967-1968                      |
|  | Qualification pour la Coupe des Coupes 1967-1968                                        |
|  | Relégation en deuxième division                                                         |
|  | T Tenant du titre C Vainqueur de la Coupe de Finlande P Club promu de deuxième division |

## Bilan de la saison
| Championnat de Finlande de football 1966                  |                        |
| Champion                                                  | KuPS Kuopio (3e titre) |
| Coupes et trophées                                        |                        |
| Vainqueur de la Coupe de Finlande 1966                    | HJK Helsinki           |
| Qualifications continentales                              |                        |
| Coupe d'Europe des clubs champions 1967-1968 Premier tour | KuPS Kuopio            |
| Coupe des Coupes 1967-1968 Premier tour                   | HJK Helsinki           |
| Promotions et relégations                                 |                        |
| Promus en Mestaruussarja                                  | Åbo IFK                |
| Promus en Mestaruussarja                                  | KPV Kokkola            |
| Promus en Mestaruussarja                                  | UponP Lahti            |
| Relégués en Ykkonen                                       | HIFK                   |
| Relégués en Ykkonen                                       | GBK Kokkola            |
| Relégués en Ykkonen                                       | OTP Oulu               |